# Tensta (tunnelbanestation)
Tensta är en station på Stockholms tunnelbana belägen i stadsdelen i Tensta i Västerort inom Stockholms kommun. Den trafikeras av T-bana 3 (blå linjen) och ligger mellan stationerna Rinkeby och Hjulsta. Stationen ligger i bergrum under Tensta centrum mellan Tenstaplan och Taxingegränd. Avståndet till station Kungsträdgården är 13,5 kilometer.
Stationen togs i bruk den 31 augusti 1975, när blå linjen invigdes. Plattformen ligger 20–22 meter under marken och har en plattform som delas av en bergvägg.
Den konstnärliga utsmyckningen på stationen är gjord av Helga Henschen med temat "En ros till invandrarna" med bland annat texter och dikter på flera språk samt djurbilder och blommor. Mellan plattformarna sitter fåglar på klipphyllan. Ordet syskonskap finns på 18 tavlor på 18 språk.

## Bilder

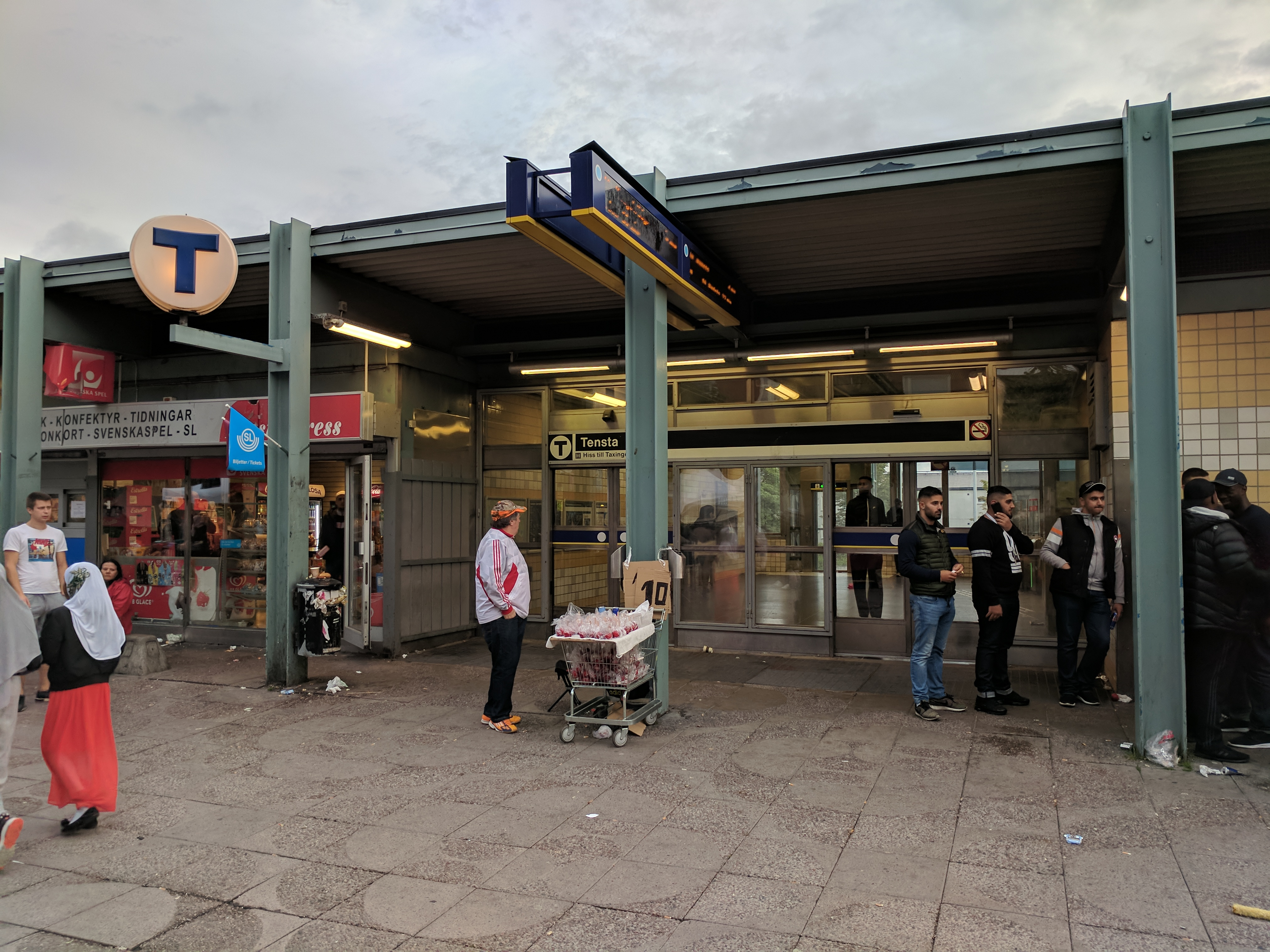
Västra ingången.
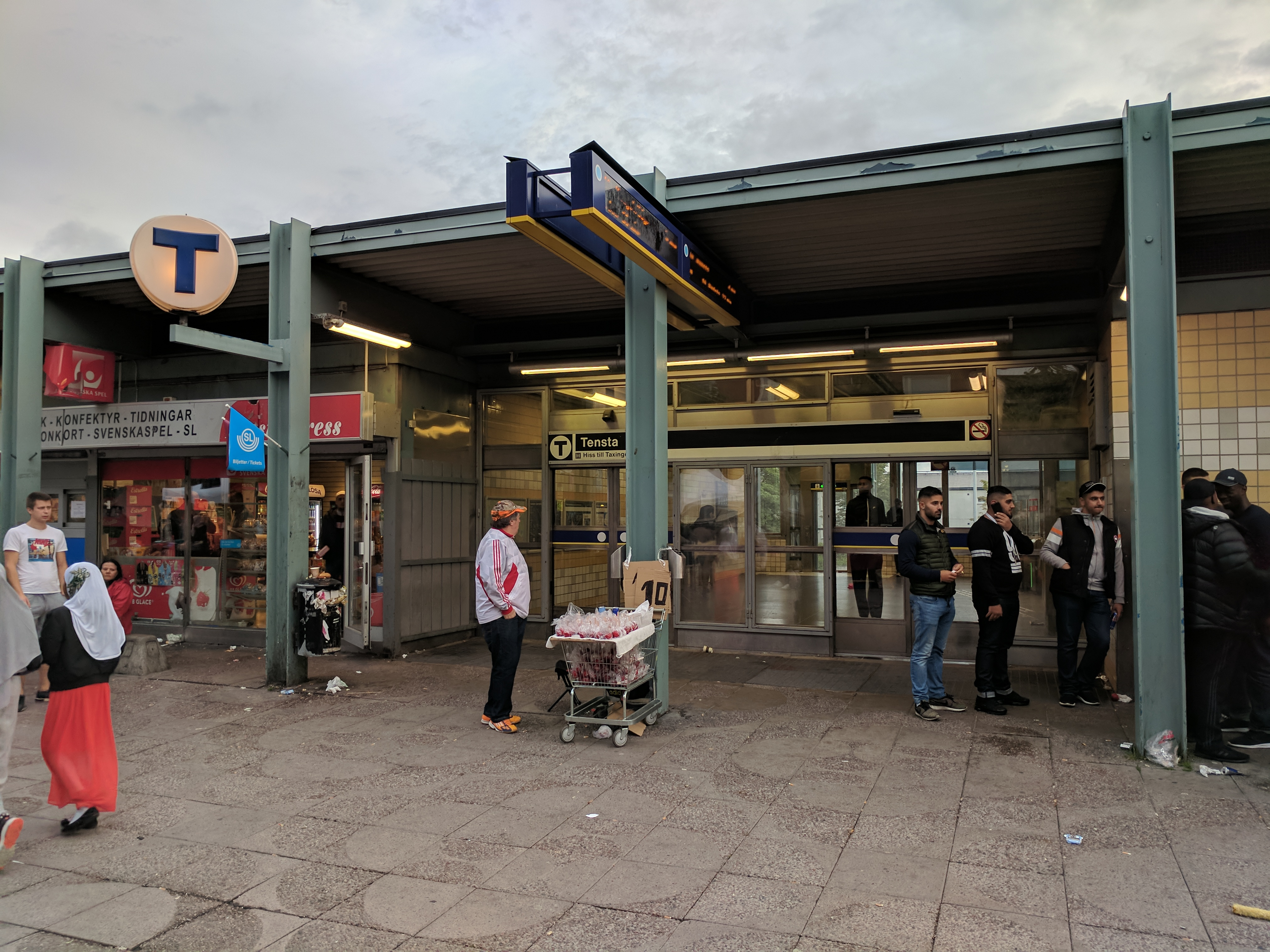
Östra ingången.
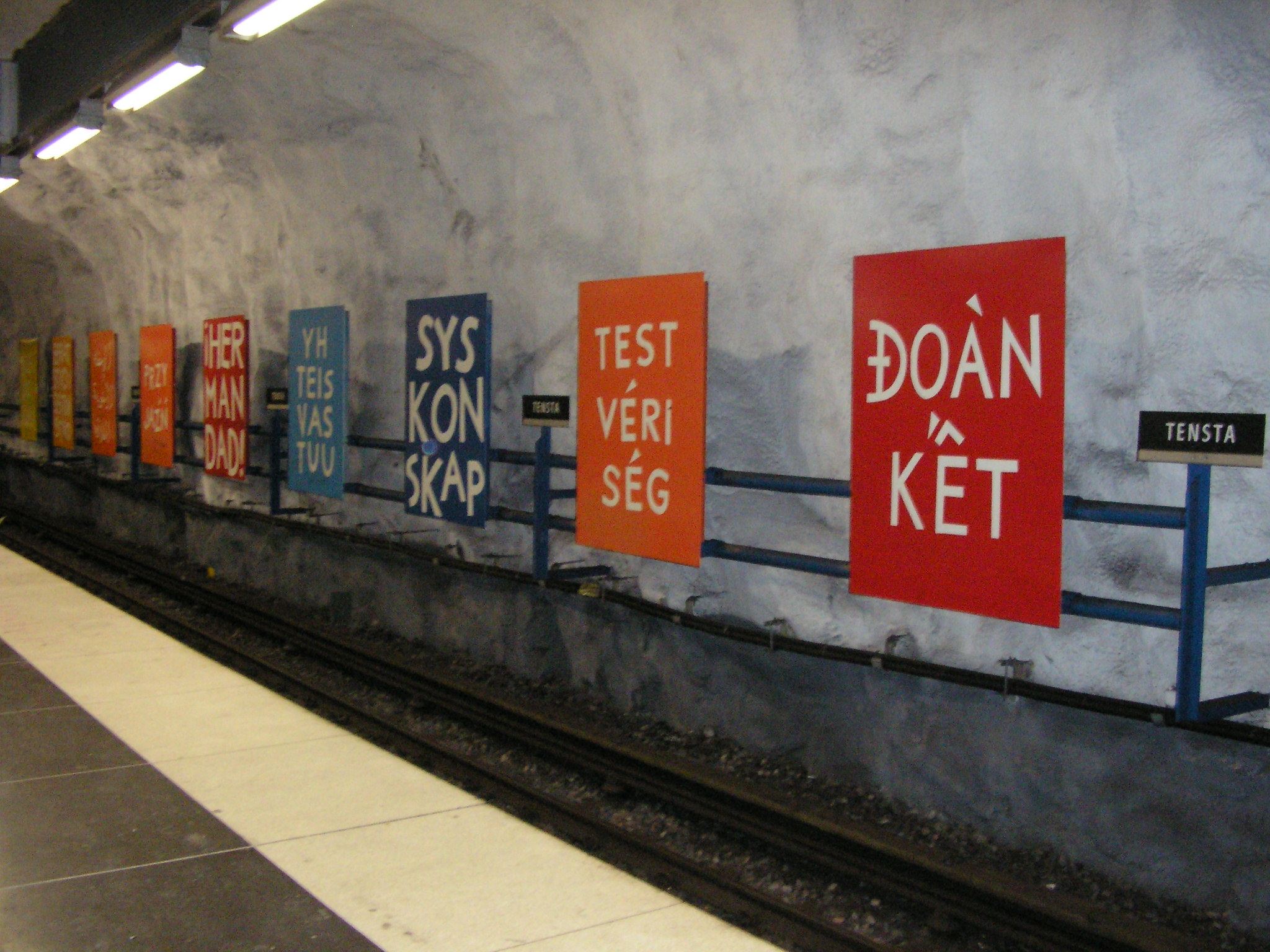
Ordtavlor.
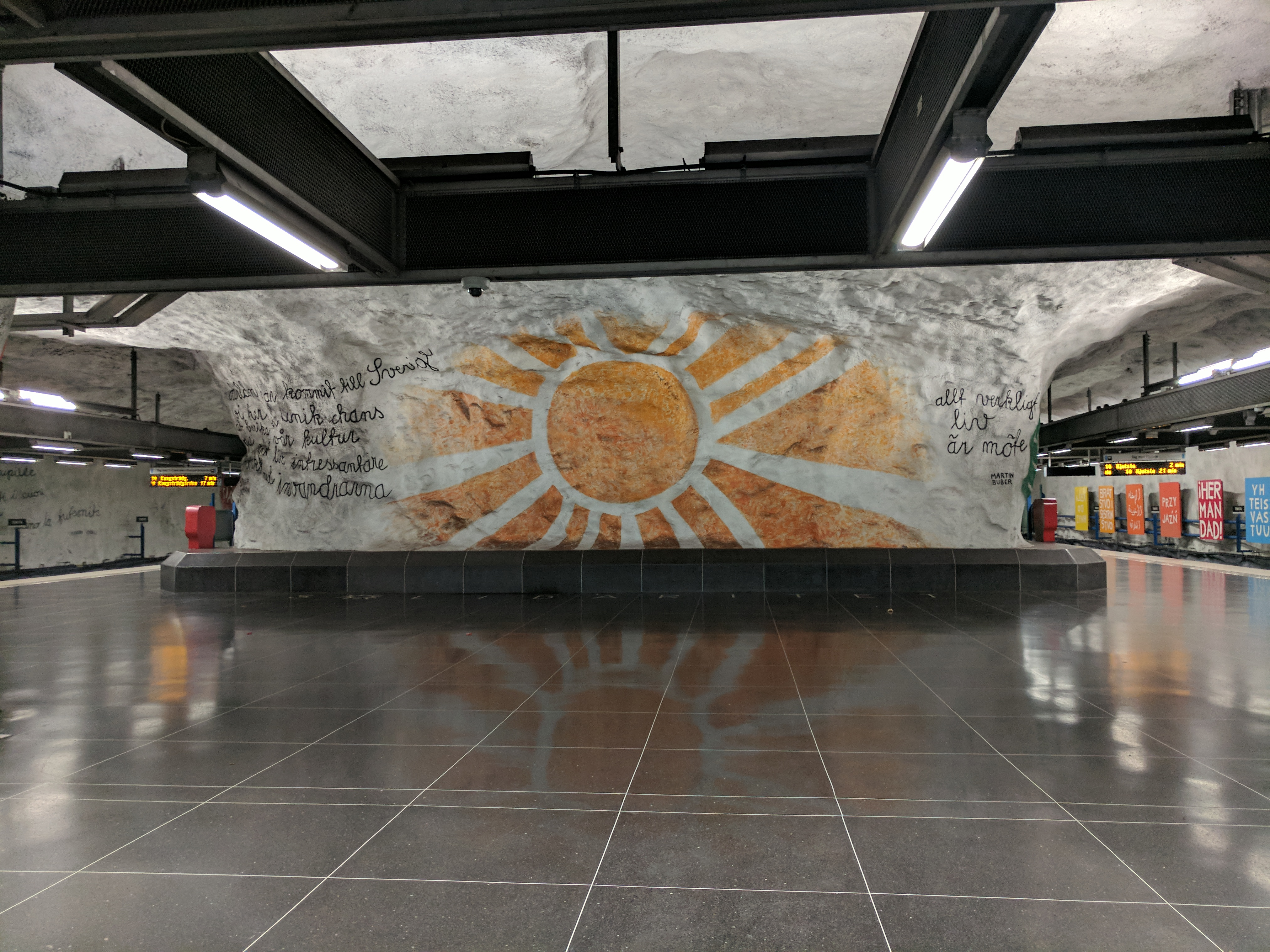
Konstnärlig utsmyckning
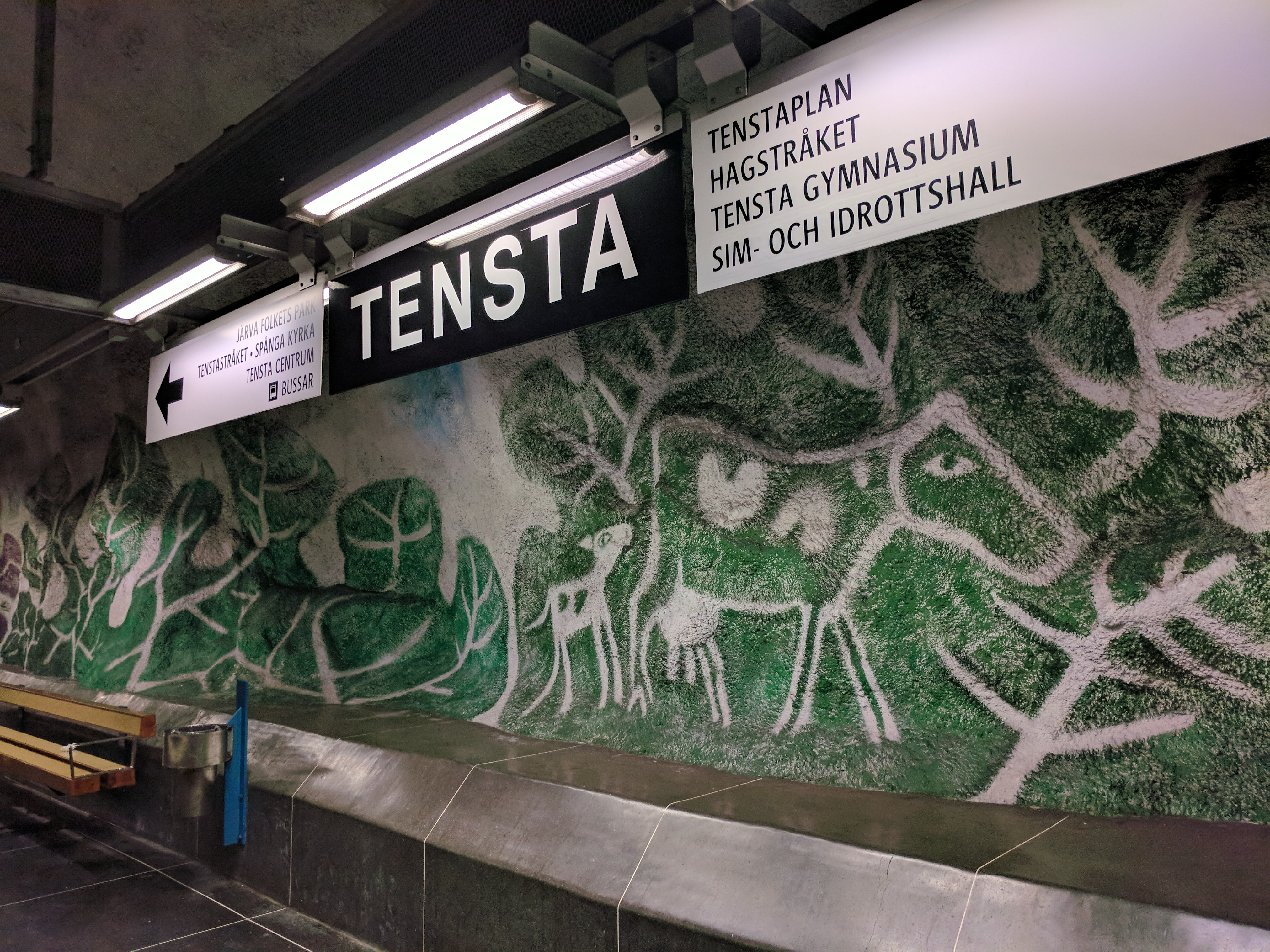
Stationsskylt
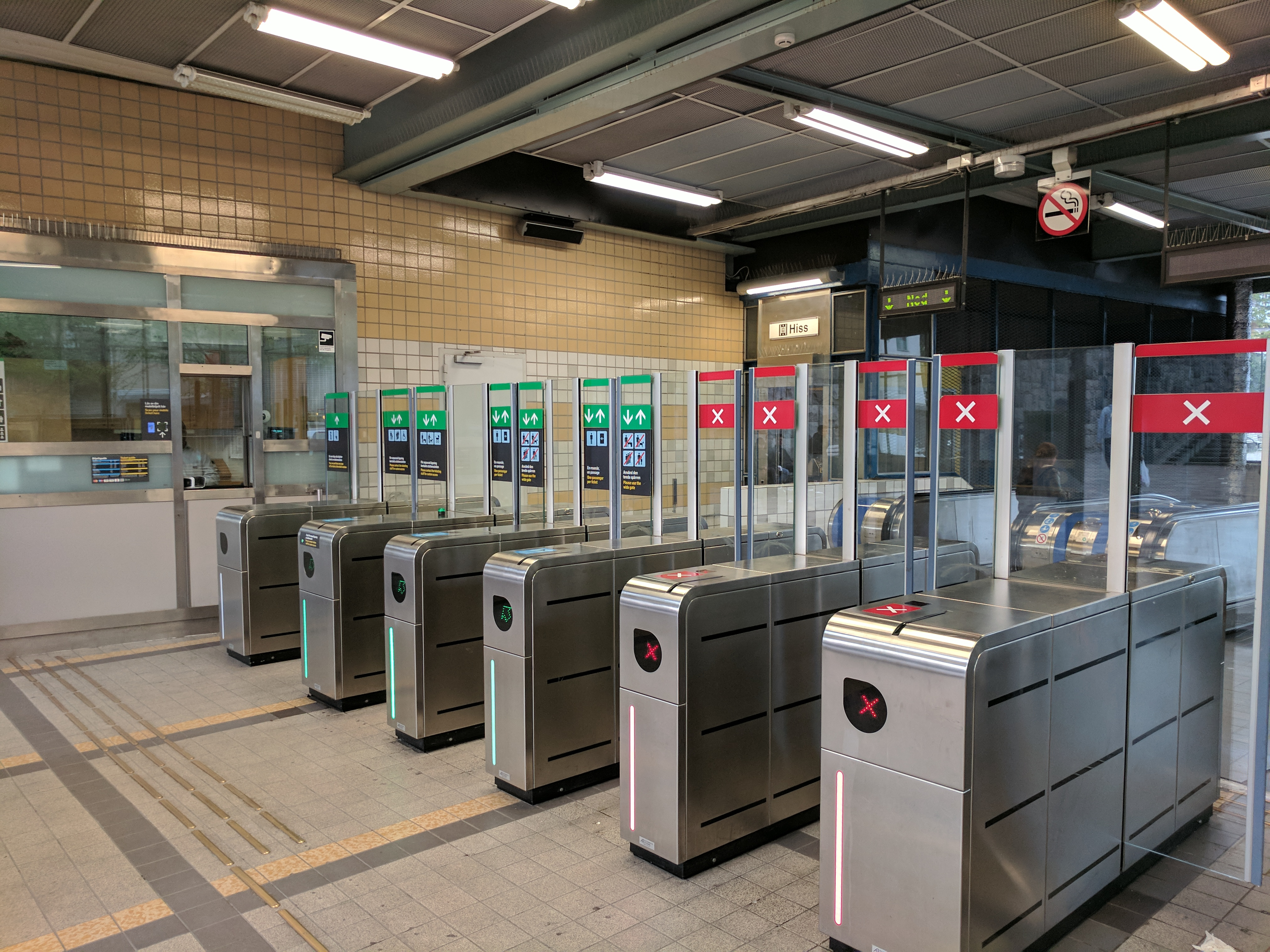
Biljetthallen
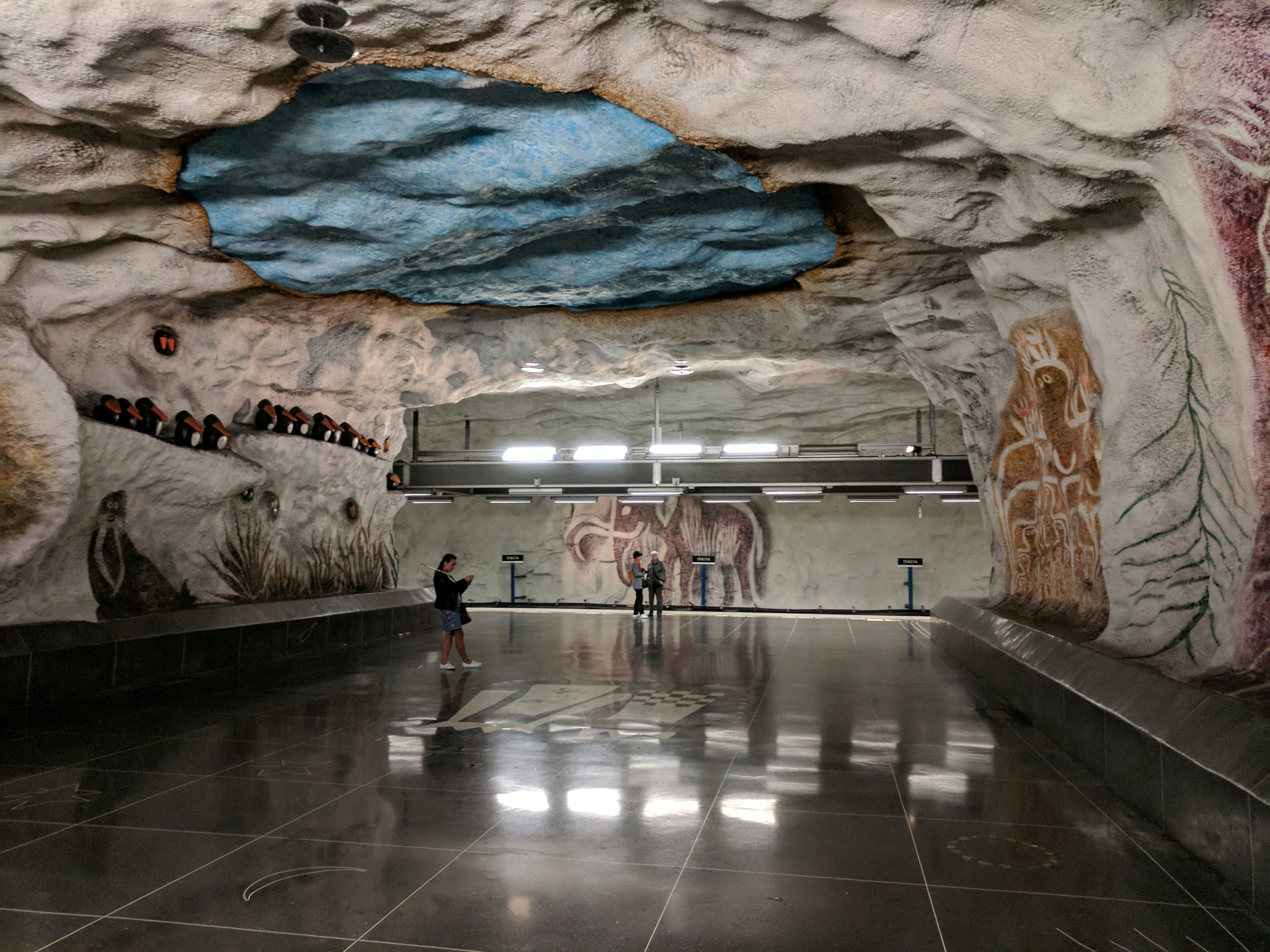
Stationen
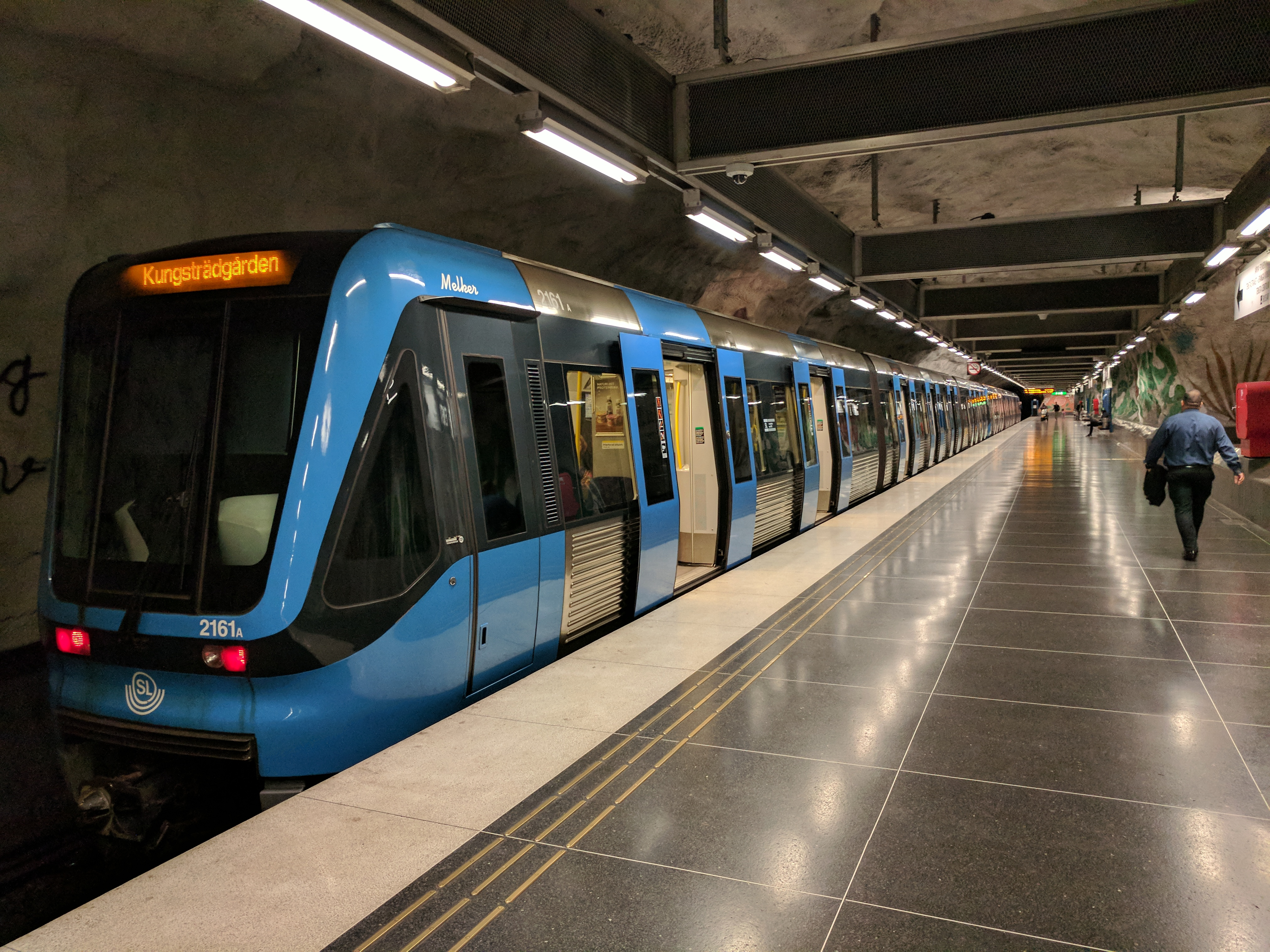
Perrongen